# Basler Kunstverein

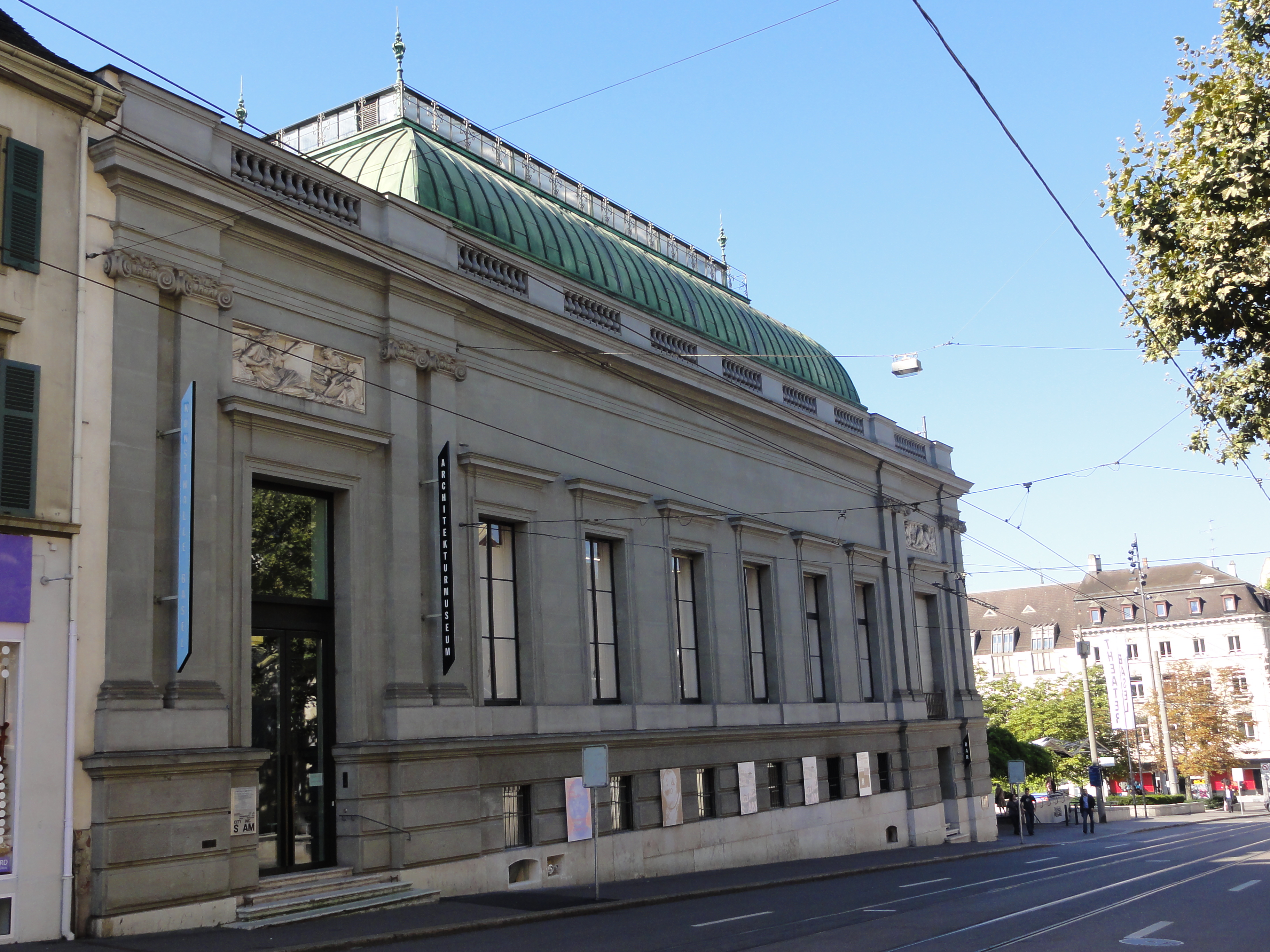
Kunsthalle Basel (1872)

Der Basler Kunstverein ist ein schweizerischer Kunstverein in Basel und Träger der Kunsthalle Basel.

## Geschichte
Der Basler Kunstverein wurde im Jahr 1839 gegründet, um Kontakte zwischen Künstlern und Kunstsammlern zu ermöglichen. Im Jahr 1841 organisierte er eine erste Ausstellung mit jüngeren Basler Künstlern.
1864 kam es zur Vereinigung mit der Basler Künstlergesellschaft deren Präsident Johann Im Hof war. Im Jahr 1872 eröffnete er eine eigene Kunsthalle, die man für Ausstellungen nutzte. Aufträge zur künstlerischen Ausschmückung gingen an Arnold Böcklin, Karl Brünner, Ernst Stückelberg und andere Künstler. Finanziert wurde der Bau mit dem Betriebsgewinn der Basler Fähren. Ebenfalls 1872 wurde das St. Jakobs-Denkmal von Ferdinand Schlöth eingeweiht, für dessen Realisierung sich der Basler Kunstverein stark eingesetzt hatte. 1913 wurde das 50-jährige Bestehen des Vereins mit einer Sonderausstellung gefeiert.
Zu den wichtigsten Ausstellungen des Vereins gehören frühe Einzelausstellungen von Ernst Ludwig Kirchner, Edvard Munch, Vincent van Gogh, Marc Chagall, Paul Klee, Emil Nolde und Piet Mondrian. Mit der Ausstellung Neue amerikanische Malerei zeigte man 1958 erstmals in Europa Werke der zeitgenössischen Abstrakten Expressionisten.
Ende des Jahrs 2021 hatte der Verein 1342 Mitglieder.:49 Die Kunstsammlung umfasst ca. 800 Werke.:43